# Onychognathiidae
Onychognathiidae is een familie in de taxonomische indeling van de tandmondwormen (Gnathostomulida).

## Onderliggende geslachten
- Goannagnathia
- Nanognathia
- Onychognathia
- Valvognathia
- Vampyrognathia